# 俞敬
俞敬（1470年—？），字一中，號沙泉，浙江金華府永康縣人，民籍，明朝政治人物。

## 生平
弘治十七年甲子科浙江鄉試第六十三名舉人。弘治十八年（1505年）中式乙丑科會試第二百二名，三甲第一百九十一名進士。初授南京工部主事，历任蕲州同知、惠州府通判、延平府同知、貴州思州知府、云南永昌知府等职，著有《俞敬文集》‌。
大礼议事件后，俞敬当时担任后府经历，上奏明世宗：“学士丰熙等皆以冒触宸严，系狱拷讯。诸臣迹虽狂悖，心实忠诚。今闻给事裴绍宗、编修王相、主事余祯等俱已死，熙等在狱者亦垂亡矣。其呻吟衽席，创重不能起者，又不知凡几。窃惟献皇帝神主已奉迎入庙，正宜赦过宥罪，章大孝于天下。望霁雷霆之威，施雨露之泽。已死者恤其后，垂亡者宥其身，使人臣无复以言为讳，宗社之幸也。”

## 家族
曾祖俞克用；祖父俞德高；父俞文治，母楊氏。永感下。